# Louis Hon
Louis Hon Antonin (Couches-les-Mines, 11 de setembro de 1924 - Saint-Raphaël, 5 de janeiro de 2008) foi um futebolista e técnico de futebol francês.

## Carreira
Nascido na região da Borgonha, Louis iniciou sua carreira logo após o término da Segunda Guerra Mundial, em 1946, no Stade Français de Paris . Chegou ao Real Madrid em 1950, aos 26 anos de idade, numa temporada em que o clube contratou vários reforços estrangeiros, como o húngaro George Nemes e os argentinos Antonio Mario Imbelloni e Roque Olsen. Juntamente com o compatriota Jean Luciano, Hon foi o primeiro francês a jogar pelo time espanhol .
No período em que permaneceu no Real Madrid, o time não conquistou nenhum título nacional ou internacional e Hon retornou à França na temporada 1953-54, para juntar-se ao seu antigo clube. Após duas temporadas no Stade Français, Hon transferiu-se para o Stade Raphaëlois, onde encerrou sua carreira, em 1956.

### Seleção francesa
Hon vestiu a camisa da Seleção Francesa em 12 ocasiões, firmando-se como o protótipo do futebolista moderno e tornando-se um dos símbolos da equipe e do próprio futebol francês no exterior .

### Técnico de futebol
Voltou à Espanha em 1961, para treinar a equipe principal do Celta de Vigo, então na Segunda Divisão Espanhola. Em 1965, treinou Los Magníficos, a famosa equipe do Real Zaragoza (formada por jogadores como Canário, Eleuterio Santos, Marcelino Martínez, Juan Manuel Villa e Carlos Lapetra) que conquistou a Copa do Rei naquela temporada .
Em seu retorno definitivo à França, Hon treinou outros seis times entre 1966 e 1977, ano em que se aposentou. Sob seu comando, o Olympique Lyonnais (ou Lyon, como é mais conhecido) conquistou a Copa da França na temporada 1966-67 .  

## Morte
Vítima de problemas cardíacos, Hon morreu em 5 de janeiro de 2008, aos 83 anos de idade, em Saint-Raphaël, cidade da Riviera Francesa onde encerrou sua carreira de jogador .

## Títulos
| Campeonato                |               |           |
| Campeonato                | Clube         | Temporada |
| ------------------------- | ------------- | --------- |
| Copa do Rei da Espanha    | Real Zaragoza | 1965-1966 |
| Copa da França de Futebol | Lyon          | 1966-1967 |